# Освјенћим
Освјенћим (пољ. Oświęcim) је град у Пољској у Војводству Малопољском у Повјату освјенћимском. Према попису становништва из 2011. у граду је живело 40.342 становника.
Изван Пољске, овај град је познатији по немачком називу Аушвиц, по концентрационом логору Аушвиц који је саградила Нацистичка Немачка за време Другог светског рата.

## Географија
Освјенћим лежи на расршћу државног ута 44 с 933 и налази се на северном крају пута 948. Стари град Освјенћим се налази источно од реке Соле. Железничка станица налази се преко реке, северозападно од града, с главним музејем у западном делу града. Државни музеј Аушвиц-Биркенау налази се у селу Бжежинка (нем. Биркенау), западно од железничке станице. Хемијска фабрика налази се источно од града.

## Историја
Град је најпознатији по логору Аушвиц који је постојао за време Другог светског рата.
У октобру 1939, Нацистичка Немачка је одмах припојила подручје Горње Шлеске, која је постала део "другог" Рура до 1944. Године 1940, Нацистичка Немачка је користила принудне раднике за изградњу нових кућа у Аушвицу за чуваре и особље логора.
Након Другог светског рата град је припојен Пољској, гради се ново стамбено насеље, развија се хемијска индустрија, а касније се развијају услужне делатности и трговина. Туризам заснован на концентрационом логору важан је извор прихода за градска предузећа.

## Становништво
Према прелиминарним подацима са пописа, у граду је 2011. живело 40.342 становника.
| 2002.  | 2011.  | 2012.  |
| ------ | ------ | ------ |
| 41.946 | 40.342 | 39.893 |

## Партнерски градови
- Арецо
- Керпен
- Катанија
- Самбир
- Латина
- Брајсах на Рајни